# Serralongue
Serralongue  est une commune française située dans le sud du département des Pyrénées-Orientales, en région Occitanie. Sur le plan historique et culturel, la commune est dans le Vallespir, ancienne vicomté (englobée au Moyen Âge dans la vicomté de Castelnou), rattachée à la France par le traité des Pyrénées (1659) et correspondant approximativement à la vallée du Tech, de sa source jusqu'à Céret.
Exposée à un climat océanique altéré, elle est drainée par le Tech, la Lamanère, la rivière del Castell, le ruisseau des Cortals et par deux autres cours d'eau. La commune possède un patrimoine naturel remarquable composé d'une zone naturelle d'intérêt écologique, faunistique et floristique.
Serralongue est une commune rurale qui compte 243 habitants en 2022, après avoir connu un pic de population de 900 habitants en 1851. Ses habitants sont appelés les Serralonguais ou  Serralonguaises.

## Géographie

### Localisation
La commune de Serralongue se trouve dans le département des Pyrénées-Orientales, en région Occitanie et est frontalière avec l'Espagne (Catalogne).
Elle se situe à 43 km à vol d'oiseau de Perpignan, préfecture du département, à 19 km de Céret, sous-préfecture, et à 13 km d'Amélie-les-Bains-Palalda, bureau centralisateur du canton du Canigou dont dépend la commune depuis 2015 pour les élections départementales.
La commune fait en outre partie du bassin de vie d'Amélie-les-Bains-Palalda.
Les communes les plus proches sont : 
Le Tech (1,7 km), Montferrer (4,6 km), Saint-Laurent-de-Cerdans (4,9 km), Lamanère (5,1 km), Prats-de-Mollo-la-Preste (6,3 km), Corsavy (7,9 km), Coustouges (8,4 km), Arles-sur-Tech (9,2 km).
Sur le plan historique et culturel, Serralongue fait partie du Vallespir, ancienne vicomté (englobée au Moyen Âge dans la vicomté de Castelnou), rattachée à la France par le traité des Pyrénées (1659) et correspondant approximativement à la vallée du Tech, de sa source jusqu'à Céret.

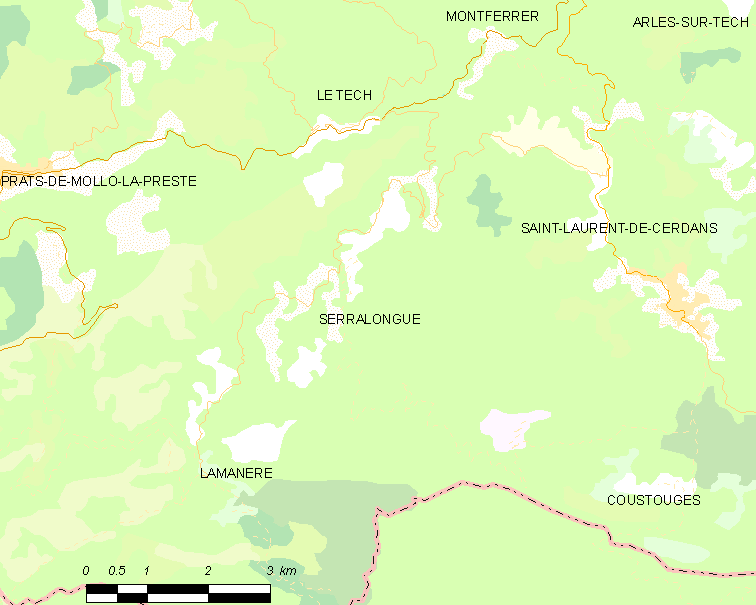
Situation de la commune.

|                                      | Le Tech           |                          |
| Prats-de-Mollo-la-Preste (sur 150 m) | Serralongue       | Saint-Laurent-de-Cerdans |
| Lamanère                             | Albanyà (Espagne) | Coustouges               |

### Géologie et relief

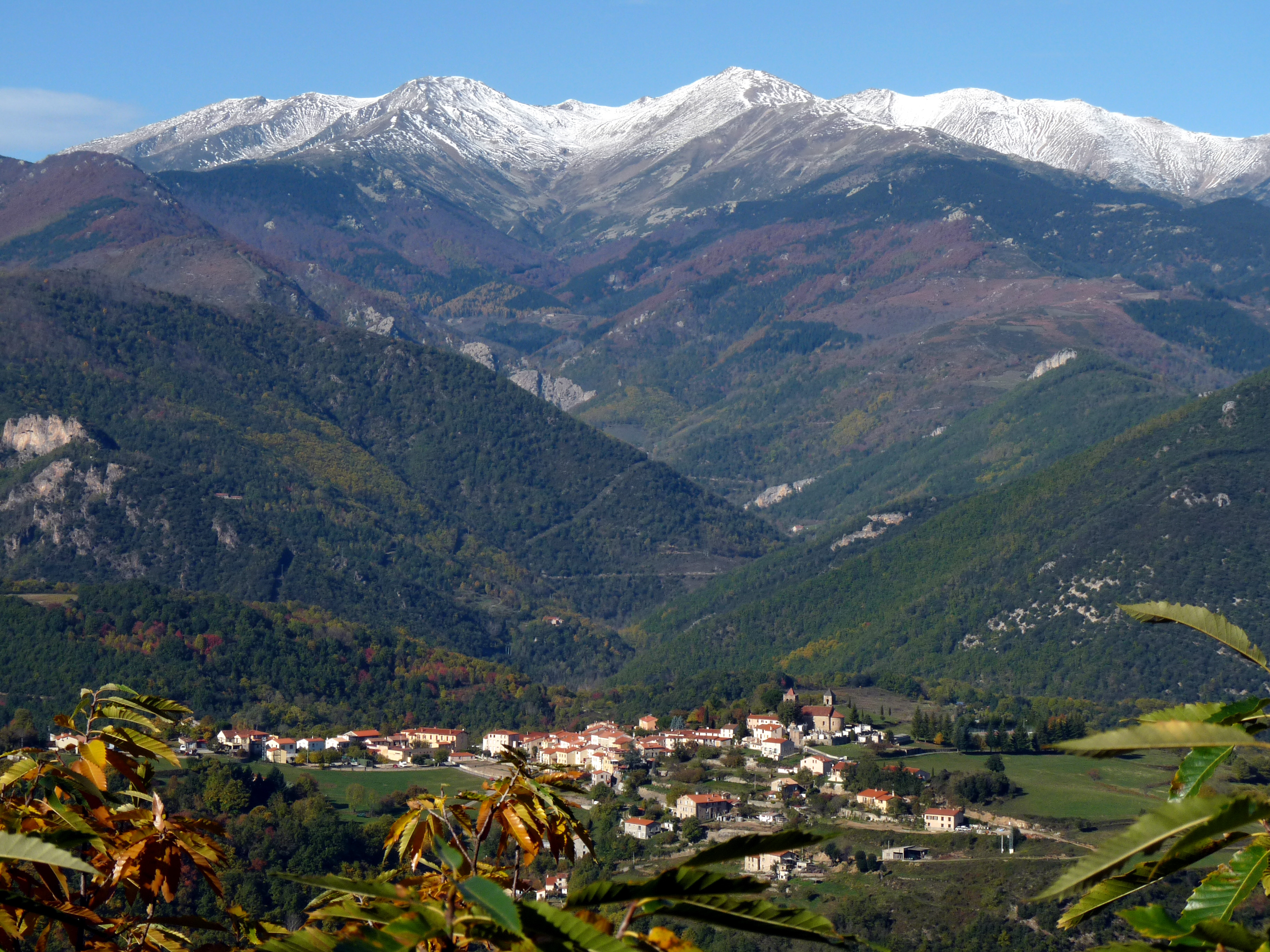
Vue d'ensemble sur Serralongue.

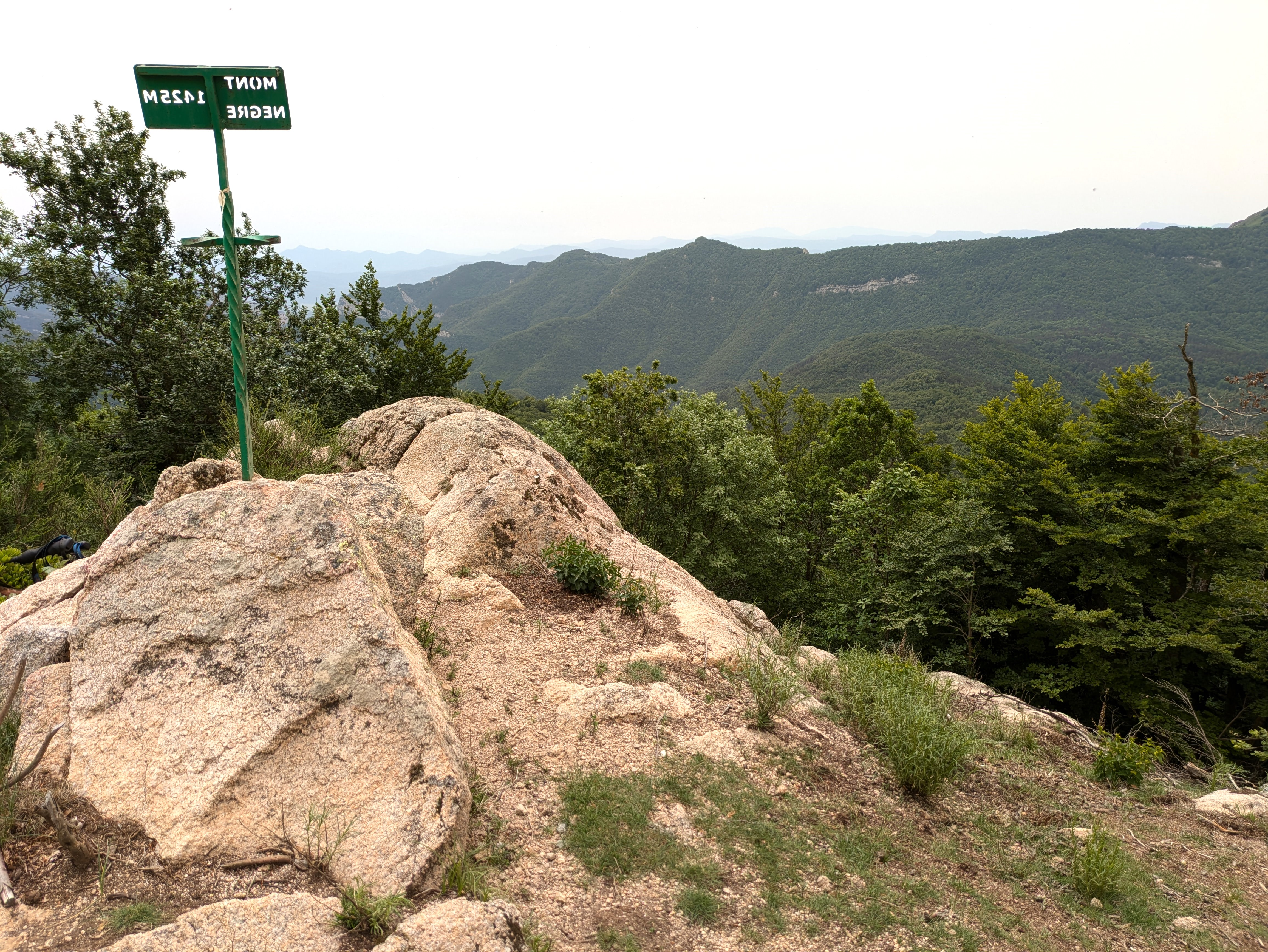
Mont Negre, vue vers le sud.

La superficie est de 2 207 ha. La commune est en moyenne à 720 m d'altitude, près de la frontière franco-espagnole (à 25 km par le Col d'Ares).
La commune est classée en zone de sismicité 4, correspondant à une sismicité moyenne.
La commune se situe dans la zone axiale de la chaîne des Pyrénées. La majeure partie de la commune repose sur le granite hercynien (c 300Ma), comme au sommet du Mont Negre, point culminant de la commune (1425m).
La frontière méridionale de la commune, qui marque également (approximativement) la limite entre la zone axiale des Pyrénées et la zone sud-pyrénéenne, présente un changement géologique abrupt. Au sud de cette limite s'élèvent des crêtes (en Catalogne) de marnes éocènes à bandes calcaires (c 50Ma).
Le village est situé sur la rive droite de la vallée du Tech et fait face au flanc sud du massif du Canigou.

### Hydrographie
Serralongue domine les vallées du Rianiol (Castell) et du Lamanère.

### Climat
Pour des articles plus généraux, voir Climat de l'Occitanie et Climat des Pyrénées-Orientales.
En 2010, le climat de la commune est de type climat océanique altéré, selon une étude du CNRS s'appuyant sur une série de données couvrant la période 1971-2000. En 2020, Météo-France publie une typologie des climats de la France métropolitaine dans laquelle la commune est dans une zone de transition entre le climat de montagne et le climat méditerranéen et est dans la région climatique Pyrénées orientales, caractérisée par une faible pluviométrie, un très bon ensoleillement (2 600 h/an), un air sec, particulièrement en hiver et peu de brouillards.
Pour la période 1971-2000, la température annuelle moyenne est de 12,7 °C, avec une amplitude thermique annuelle de 14,5 °C. Le cumul annuel moyen de précipitations est de 876 mm, avec 6 jours de précipitations en janvier et 6,1 jours en juillet. Pour la période 1991-2020, la température moyenne annuelle observée sur la station météorologique installée sur la commune est de 12,7 °C et le cumul annuel moyen de précipitations est de 1 040,0 mm,. Pour l'avenir, les paramètres climatiques de la commune estimés pour 2050 selon différents scénarios d’émission de gaz à effet de serre sont consultables sur un site dédié publié par Météo-France en novembre 2022.
| Mois                                  | jan.             | fév.             | mars          | avril         | mai             | juin          | jui.           | août           | sep.            | oct.          | nov.            | déc.            | année      |
| ------------------------------------- | ---------------- | ---------------- | ------------- | ------------- | --------------- | ------------- | -------------- | -------------- | --------------- | ------------- | --------------- | --------------- | ---------- |
| Température minimale moyenne (°C)     | 1,9              | 2                | 4,1           | 6,1           | 9,2             | 12,8          | 14,9           | 15,1           | 11,8            | 9,1           | 5               | 2,8             | 7,9        |
| Température moyenne (°C)              | 6                | 6,5              | 8,9           | 11            | 14,3            | 18,1          | 20,6           | 20,8           | 17              | 13,6          | 9,1             | 6,7             | 12,7       |
| Température maximale moyenne (°C)     | 10,2             | 11               | 13,8          | 15,9          | 19,4            | 23,4          | 26,4           | 26,4           | 22,2            | 18,2          | 13,3            | 10,7            | 17,6       |
| Record de froid (°C) date du record   | −10,6 16.01.1987 | −11,2 11.02.1986 | −7,7 10.03.10 | −2,6 03.04.22 | −0,9 08.05.1997 | 4,1 12.06.19  | 4,9 11.07.1993 | 6,4 29.08.1989 | 2,6 19.09.1994  | −2 25.10.03   | −8,2 20.11.1985 | −7,5 14.12.01   | −11,2 1986 |
| Record de chaleur (°C) date du record | 23,3 05.01.13    | 24,4 02.02.22    | 25,8 13.03.23 | 28 30.04.05   | 32,9 20.05.22   | 36,9 28.06.19 | 40,4 18.07.23  | 39 24.08.23    | 33,2 06.09.1988 | 30,9 07.10.09 | 24 17.11.09     | 23,2 16.12.1985 | 40,4 2023  |
| Précipitations (mm)                   | 76,6             | 53,7             | 79,3          | 103,3         | 110,4           | 94,5          | 69,5           | 83,5           | 89,1            | 106,9         | 99,5            | 73,7            | 1 040      |

### Milieux naturels et biodiversité

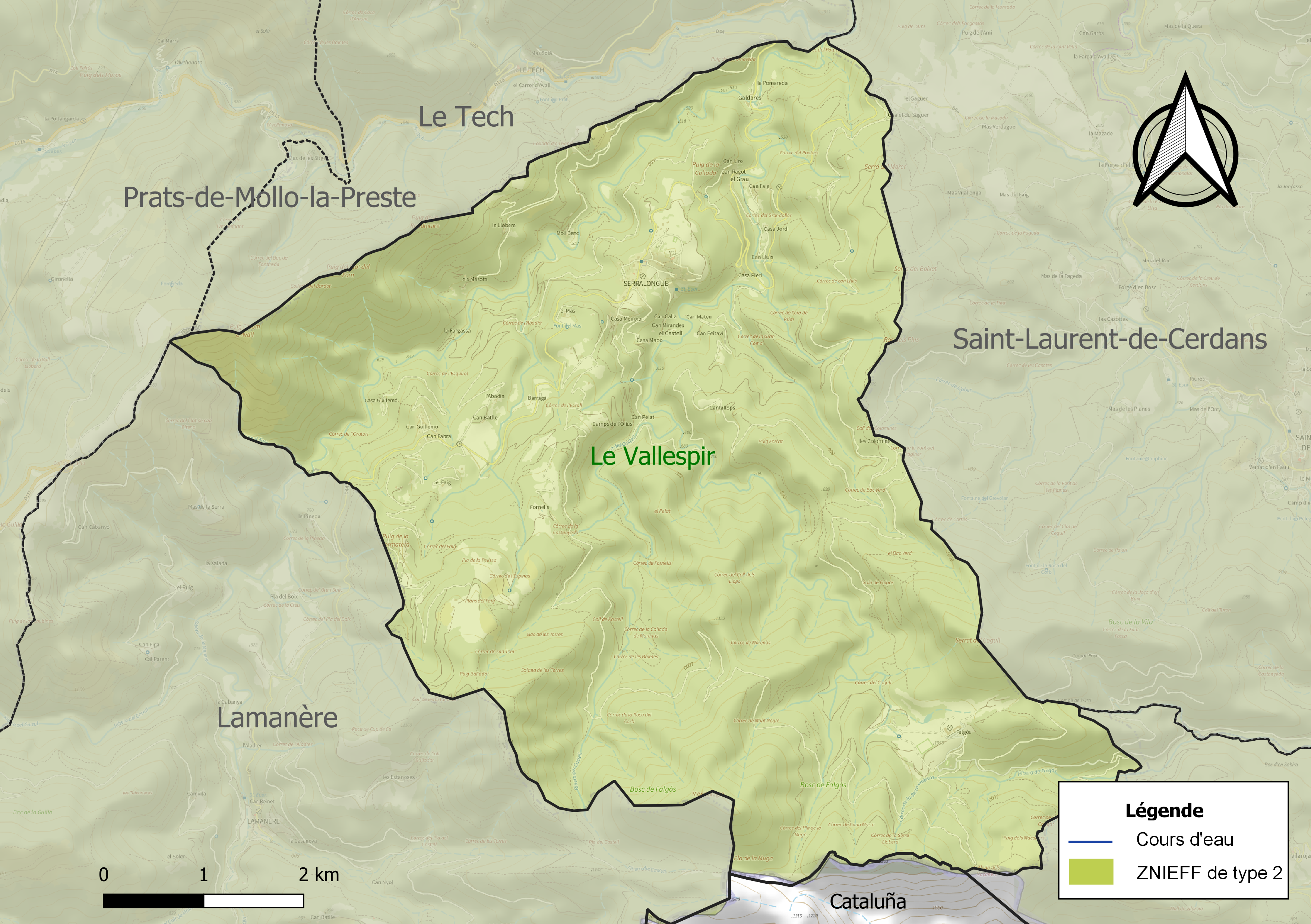
Carte de la ZNIEFF de type 2 localisée sur la commune.

L’inventaire des zones naturelles d'intérêt écologique, faunistique et floristique (ZNIEFF) a pour objectif de réaliser une couverture des zones les plus intéressantes sur le plan écologique, essentiellement dans la perspective d’améliorer la connaissance du patrimoine naturel national et de fournir aux différents décideurs un outil d’aide à la prise en compte de l’environnement dans l’aménagement du territoire.
Une ZNIEFF de type 2 est recensée sur la commune :
« le Vallespir » (47 344 ha), couvrant 18 communes du département.

## Urbanisme

### Typologie
Au 1er janvier 2024, Serralongue est catégorisée commune rurale à habitat très dispersé, selon la nouvelle grille communale de densité à sept niveaux définie par l'Insee en 2022.
Elle est située hors unité urbaine et hors attraction des villes,.

### Occupation des sols
L'occupation des sols de la commune, telle qu'elle ressort de la base de données européenne d’occupation biophysique des sols Corine Land Cover (CLC), est marquée par l'importance des forêts et milieux semi-naturels (89,4 % en 2018), en augmentation par rapport à 1990 (88,5 %). La répartition détaillée en 2018 est la suivante : 
forêts (76,6 %), milieux à végétation arbustive et/ou herbacée (12,9 %), zones agricoles hétérogènes (6,2 %), prairies (2,4 %), espaces verts artificialisés, non agricoles (2 %). L'évolution de l’occupation des sols de la commune et de ses infrastructures peut être observée sur les différentes représentations cartographiques du territoire : la carte de Cassini (XVIIIe siècle), la carte d'état-major (1820-1866) et les cartes ou photos aériennes de l'IGN pour la période actuelle (1950 à aujourd'hui).

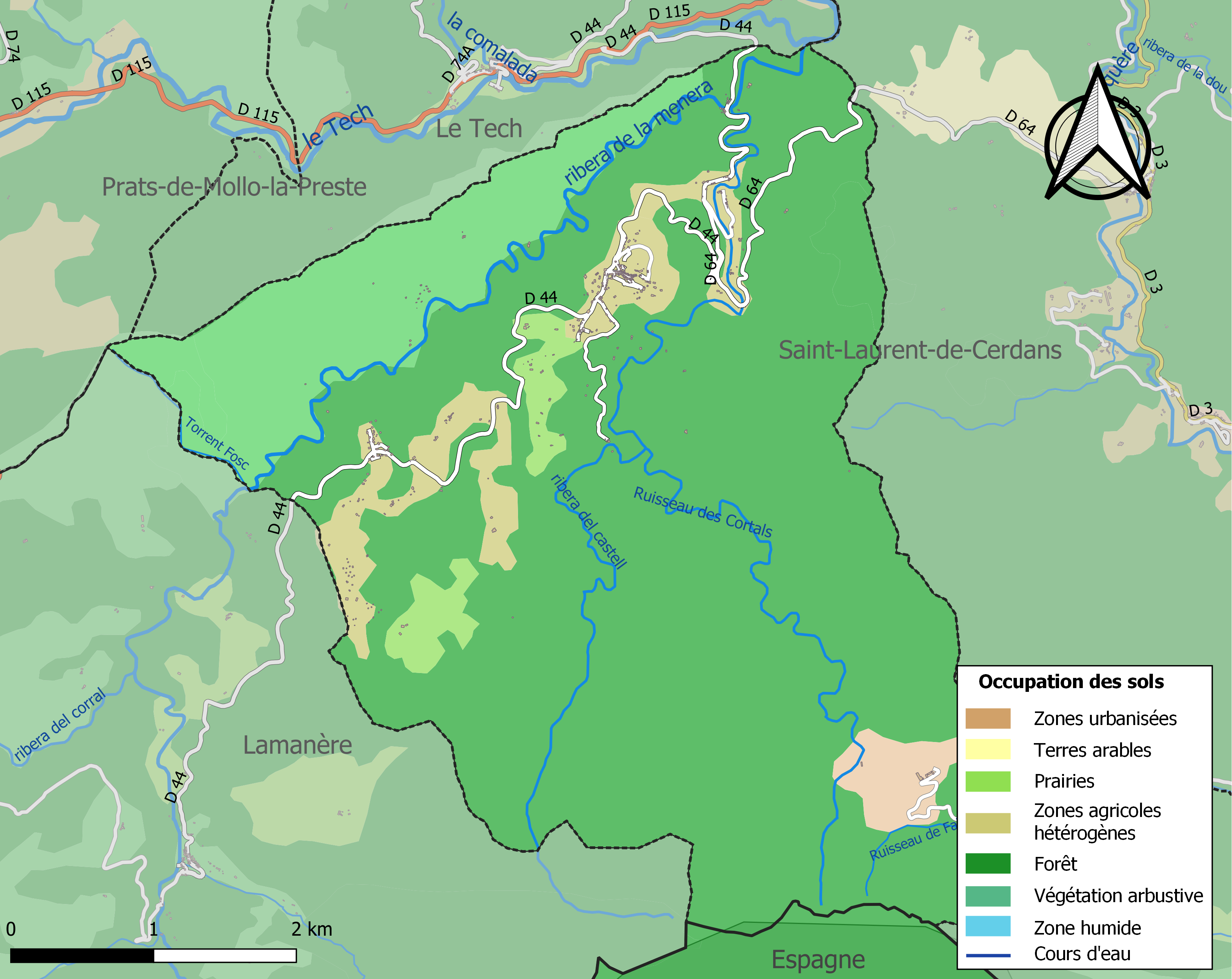
Carte des infrastructures et de l'occupation des sols de la commune en 2018 (CLC).

### Risques majeurs
Le territoire de la commune de Serralongue est vulnérable à différents aléas naturels : inondations, climatiques (grand froid ou canicule), feux de forêts, mouvements de terrains et séisme (sismicité moyenne). Il est également exposé à deux risques particuliers, les risques radon et minier,.

#### Risques naturels

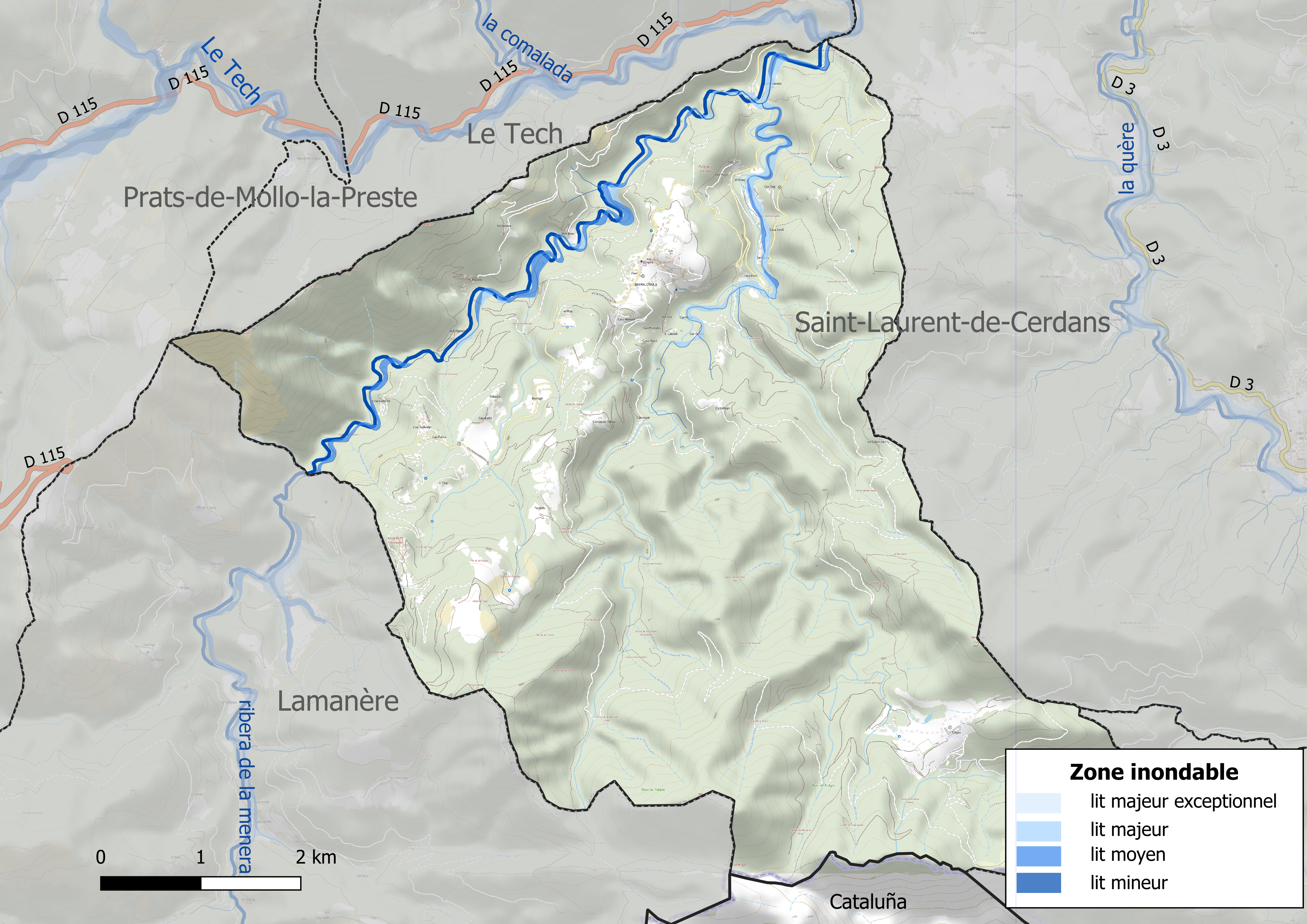
Zones inondables de la commune de Serralongue.

Certaines parties du territoire communal sont susceptibles d’être affectées par le risque d’inondation par crue torrentielle de cours d'eau du bassin du Tech.
Les mouvements de terrains susceptibles de se produire sur la commune sont soit des glissements de terrains, soit des chutes de blocs, soit des effondrements liés à des cavités souterraines. L'inventaire national des cavités souterraines permet par ailleurs de localiser celles situées sur la commune
Ces risques naturels sont pris en compte dans l'aménagement du territoire de la commune par le biais d'un plan de prévention des risques inondations et mouvements de terrains.

#### Risque particulier
La commune est concernée par le risque minier, principalement lié à l’évolution des cavités souterraines laissées à l’abandon et sans entretien après l’exploitation des mines.
Dans plusieurs parties du territoire national, le radon, accumulé dans certains logements ou autres locaux, peut constituer une source significative d’exposition de la population aux rayonnements ionisants. Toutes les communes du département sont concernées par le risque radon à un niveau plus ou moins élevé. Selon la classification de 2018, la commune de Serralongue est classée en zone 3, à savoir zone à potentiel radon significatif.

## Toponymie
En catalan, le nom de la commune est Serrallonga.
En catalan, serra et serrat s'appliquent à des collines et à des petites montagnes allongées (chaînes) ; longa (longue) est un renforcement de l'allongement.

## Histoire

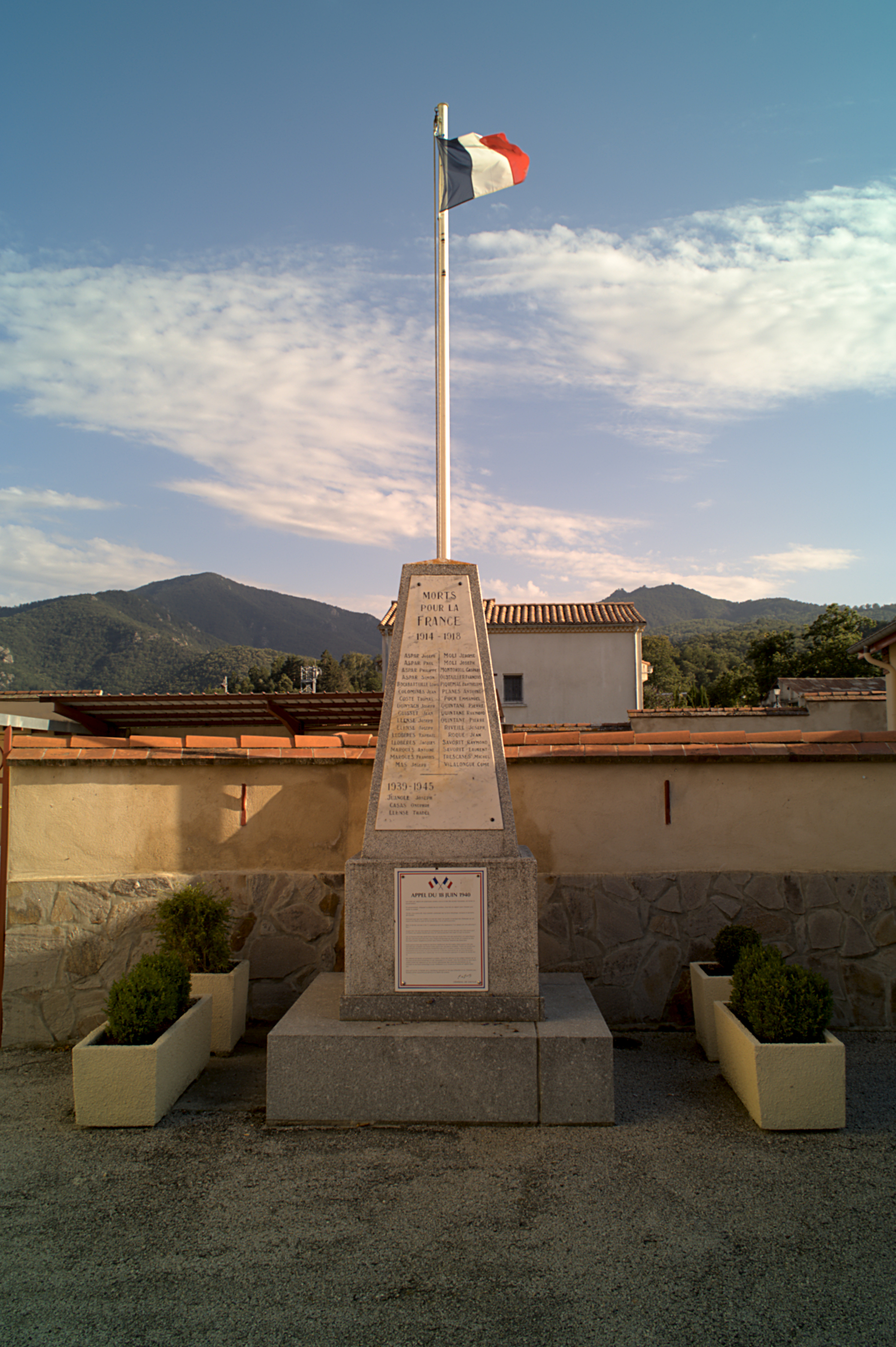
Monument aux morts

Le site de Serralongue (Serra longa la « longue montagne ») est occupé dès le Xe siècle par un château. Ce château est la possession d'une puissante famille seigneuriale, celle des seigneurs de Corsavy. Au cours du XIIIe siècle, cette famille se divise et l'un des rameaux, installé à Serralongue, en prend le nom. Le château de Serralongue voit lui son nom devenir Cabrenç, mais le nom du village et de la famille reste Serralongue. La famille de Serralongue se distingue lors de la croisade d'Aragon en 1284 en prenant le parti de Pierre III d'Aragon contre Philippe III de France et Jacques II de Majorque. Ce dernier, suzerain légitime de Serralongue, tente en vain de réduire la forteresse au cours des dernières années du XIIIe siècle. La seigneurie de Serralongue-Cabrenç passe au XIVe siècle à la famille de Rocabertí, puis change encore de mains au cours de l'époque moderne. Son dernier possesseur avant la révolution de 1789 est Abdon-Sennen de Ros. À cette époque, le château de Cabrenç est déjà abandonné depuis longtemps et Serralongue n'est qu'un petit village de montagne.[réf. nécessaire]

## Politique et administration

### Liste des maires
| Période   | Période  | Identité          | Étiquette | Qualité |
| --------- | -------- | ----------------- | --------- | ------- |
|           |          |                   |           |         |
| mars 2001 | 2020     | Jean-Marie Bosch, |           |         |
| 2020      | En cours | Philippe Juanola  |           |         |

### Politique environnementale
- Ville fleurie :  une fleur attribuée par le Conseil National des villes et villages fleuris[32] de France au concours des villes et villages fleuris.

## Population et société

### Démographie ancienne
La population est exprimée en nombre de feux (f) ou d'habitants (H).
| 1378 | 1553 | 1709 | 1720 | 1730 | 1767  | 1774 | 1789  | 1790  |
| ---- | ---- | ---- | ---- | ---- | ----- | ---- | ----- | ----- |
| 50 f | 23 f | 81 f | 76 f | 88 f | 565 H | 74 f | 115 f | 559 H |

Note :
- 1730 pour Serralongue et Lamanère.

### Démographie contemporaine
L'évolution du nombre d'habitants est connue à travers les recensements de la population effectués dans la commune depuis 1793. Pour les communes de moins de 10 000 habitants, une enquête de recensement portant sur toute la population est réalisée tous les cinq ans, les populations de référence des années intermédiaires étant quant à elles estimées par interpolation ou extrapolation. Pour la commune, le premier recensement exhaustif entrant dans le cadre du nouveau dispositif a été réalisé en 2006.

En 2022, la commune comptait 243 habitants, en évolution de +5,65 % par rapport à 2016 (Pyrénées-Orientales : +3,92 %, France hors Mayotte : +2,11 %).
| 1793 | 1800 | 1806 | 1821 | 1831 | 1836 | 1841 | 1846 | 1851 |
| ---- | ---- | ---- | ---- | ---- | ---- | ---- | ---- | ---- |
| 400  | 555  | 641  | 715  | 775  | 806  | 808  | 886  | 900  |

| 1856 | 1861 | 1866 | 1872 | 1876 | 1881 | 1886 | 1891 | 1896 |
| ---- | ---- | ---- | ---- | ---- | ---- | ---- | ---- | ---- |
| 872  | 778  | 792  | 812  | 743  | 707  | 763  | 756  | 782  |

| 1901 | 1906 | 1911 | 1921 | 1926 | 1931 | 1936 | 1946 | 1954 |
| ---- | ---- | ---- | ---- | ---- | ---- | ---- | ---- | ---- |
| 750  | 780  | 791  | 648  | 603  | 542  | 461  | 413  | 391  |

| 1962 | 1968 | 1975 | 1982 | 1990 | 1999 | 2006 | 2011 | 2016 |
| ---- | ---- | ---- | ---- | ---- | ---- | ---- | ---- | ---- |
| 316  | 244  | 206  | 205  | 210  | 238  | 262  | 230  | 230  |

| 2021 | 2022 | - | - | - | - | - | - | - |
| ---- | ---- | - | - | - | - | - | - | - |
| 235  | 243  | - | - | - | - | - | - | - |

| selon la population municipale des années : | 1968 | 1975 | 1982 | 1990 | 1999 | 2006 | 2009 | 2013 |
| Rang de la commune dans le département      | 127  | 133  | 141  | 135  | 133  | 133  | 135  | 139  |
| Nombre de communes du département           | 232  | 217  | 220  | 225  | 226  | 226  | 226  | 226  |

### Manifestations culturelles et festivités
- Fête patronale : 15 août[41] ;
- Foire  de la saint jean et bénédiction des mulets : dimanche qui suit la st Jean en juin

### Sports

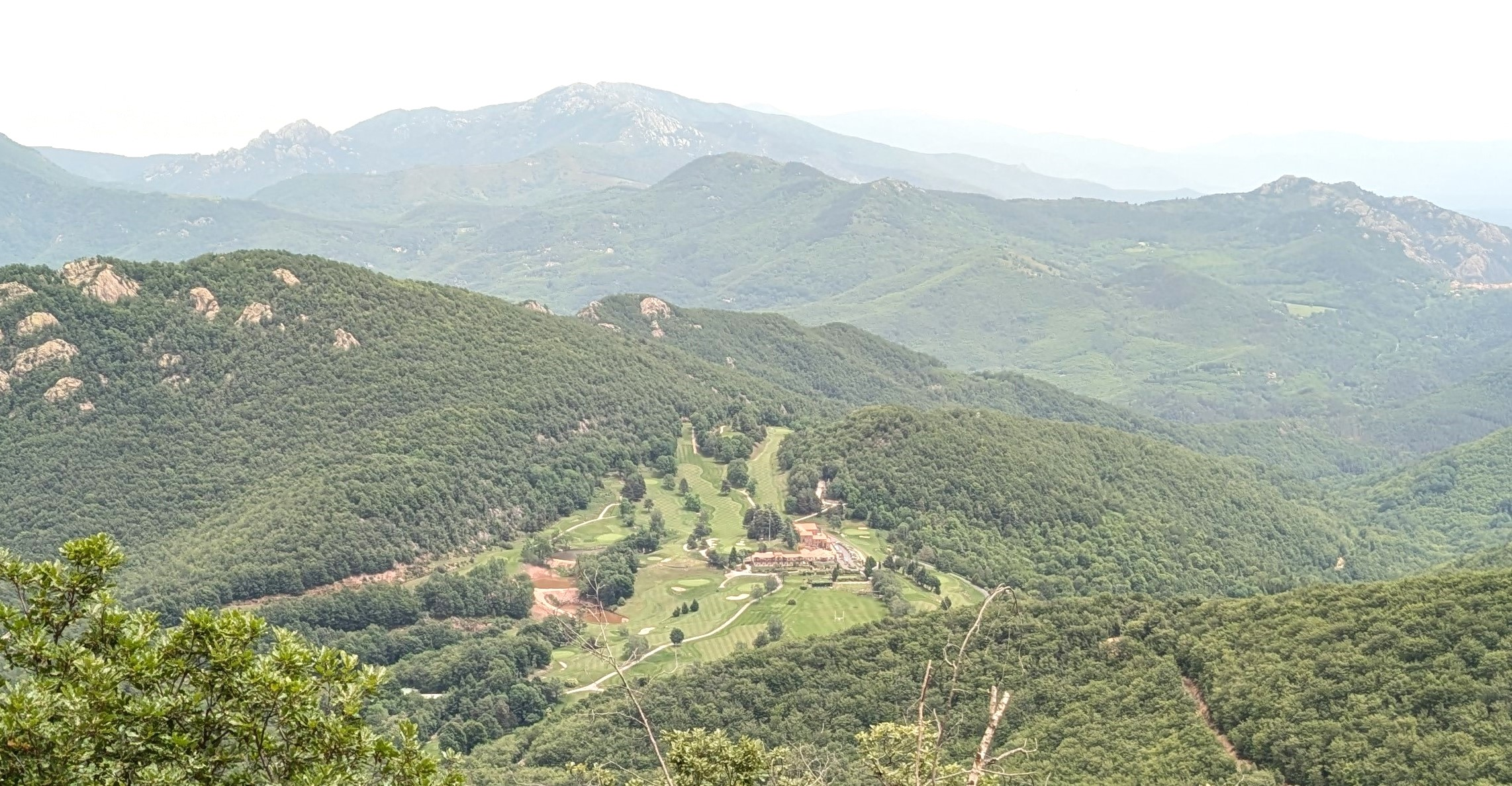
"Domaine de Falgos", golf 18 trous, altitude 1000 mètres.

- Golf 18 trous, équitation, gymnastique, pétanque, court de tennis, wanomochi yoga

## Économie

### Revenus
En 2018, la commune compte 114 ménages fiscaux, regroupant 207 personnes. La médiane du revenu disponible par unité de consommation est de 18 450 € (19 350 € dans le département).

### Emploi
|                | 2008   | 2013   | 2018   |
| -------------- | ------ | ------ | ------ |
| Commune        | 9,8 %  | 8,5 %  | 14,8 % |
| Département    | 10,3 % | 12,9 % | 13,3 % |
| France entière | 8,3 %  | 10 %   | 10 %   |

En 2018, la population âgée de 15 à 64 ans s'élève à 111 personnes, parmi lesquelles on compte 67,8 % d'actifs (53,1 % ayant un emploi et 14,8 % de chômeurs) et 32,2 % d'inactifs,. En  2018, le taux de chômage communal (au sens du recensement) des 15-64 ans est supérieur à celui de la France et du département, alors qu'il était inférieur à celui du département en 2008.
La commune est hors attraction des villes,. Elle compte 47 emplois en 2018, contre 54 en 2013 et 59 en 2008. Le nombre d'actifs ayant un emploi résidant dans la commune est de 60, soit un indicateur de concentration d'emploi de 78,6 % et un taux d'activité parmi les 15 ans ou plus de 38,3 %.
Sur ces 60 actifs de 15 ans ou plus ayant un emploi, 32 travaillent dans la commune, soit 53 % des habitants. Pour se rendre au travail, 74,2 % des habitants utilisent un véhicule personnel ou de fonction à quatre roues, 1,6 % les transports en commun, 14,5 % s'y rendent en deux-roues, à vélo ou à pied et 9,7 % n'ont pas besoin de transport (travail au domicile).

### Activités hors agriculture

#### Secteurs d'activités
19 établissements sont implantés  à Serralongue au 31 décembre 2019.
Le secteur du commerce de gros et de détail, des transports, de l'hébergement et de la restauration est prépondérant sur la commune puisqu'il représente 31,6 % du nombre total d'établissements de la commune (6 sur les 19 entreprises implantées  à Serralongue), contre 30,5 % au niveau départemental.

### Agriculture
|               | 1988 | 2000 | 2010 | 2020 |
| ------------- | ---- | ---- | ---- | ---- |
| Exploitations | 7    | 3    | 1    | 3    |
| SAU (ha)      | 226  | 123  | 188  | 76   |

La commune est dans les « Vallespir et Albères », une petite région agricole située dans le sud du département des Pyrénées-Orientales. En 2020, l'orientation technico-économique de l'agriculture  sur la commune est l'élevage d'équidés et/ou d' autres herbivores. Trois exploitations agricoles ayant leur siège dans la commune sont dénombrées lors du recensement agricole de 2020 (sept en 1988). La superficie agricole utilisée est de 76 ha,,.

## Culture locale et patrimoine

### Monuments et lieux touristiques
Les éléments notable du patrimoine de Serralongue sont les suivants :
- L'église Sainte-Marie de Serralongue (XIe et XIIe siècles). L'édifice a été classé au titre des monuments historiques en 1948[46].
- Église Saint-Michel de Cabrenys ;
- Le Conjurador, du XIVe siècle ;
- Les tours de Cabrenç (XIe au XIIIe siècle) et l'église Saint-Michel de Cabrenys (XIIe siècle) ;
- La chapelle Saint-Antoine-de-Padoue de Serralongue, de 1750 ;
- La chapelle Saint-Michel del Faig, de 1746 ;
- Le musée médiéval où sont exposés, outre des outils et objets du Moyen Âge, une collection de maquettes animées représentant l'industrie dans les Pyrénées-Orientales vers la fin des XIXe et XXe siècles[47].

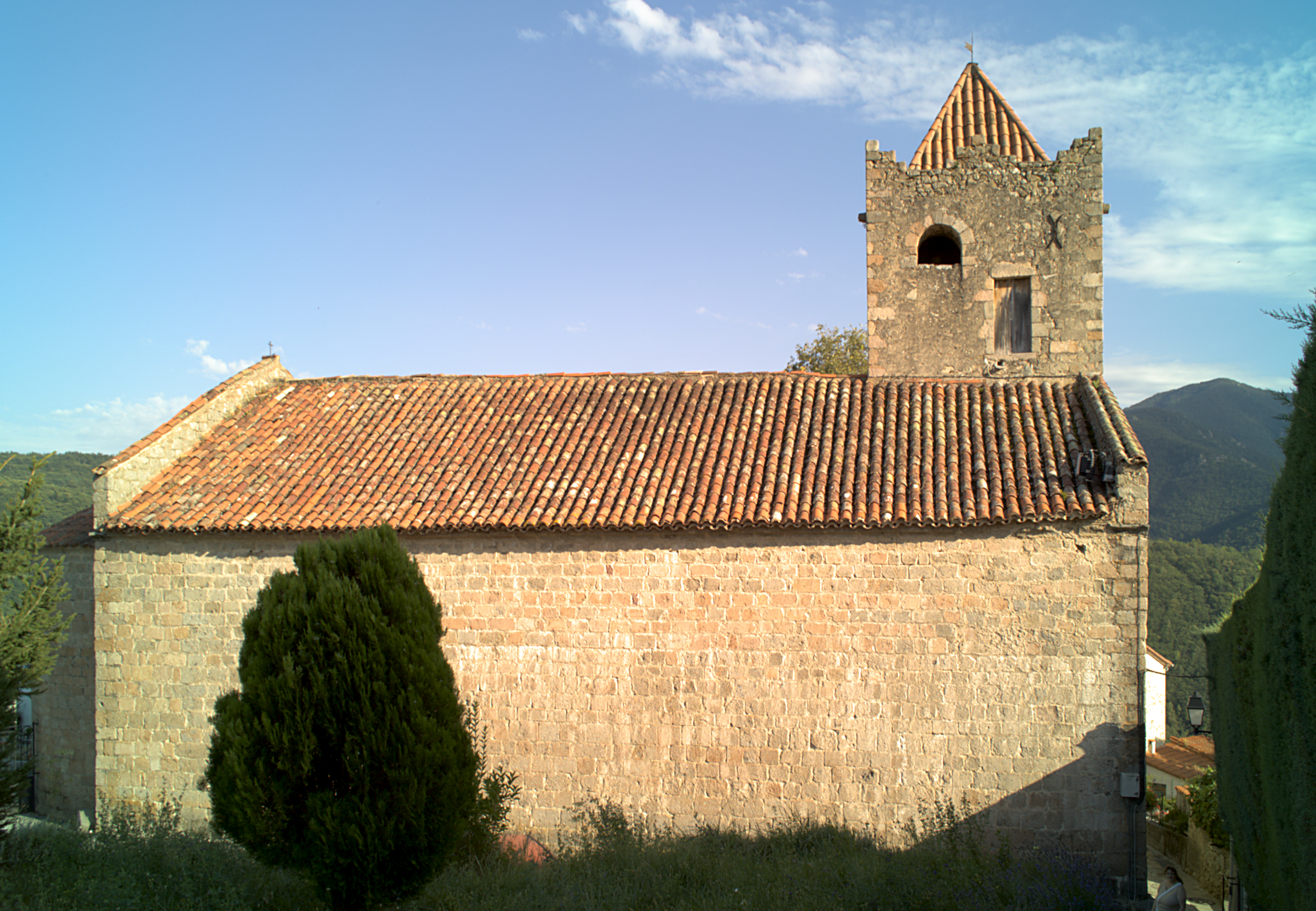
L'église Sainte-Marie
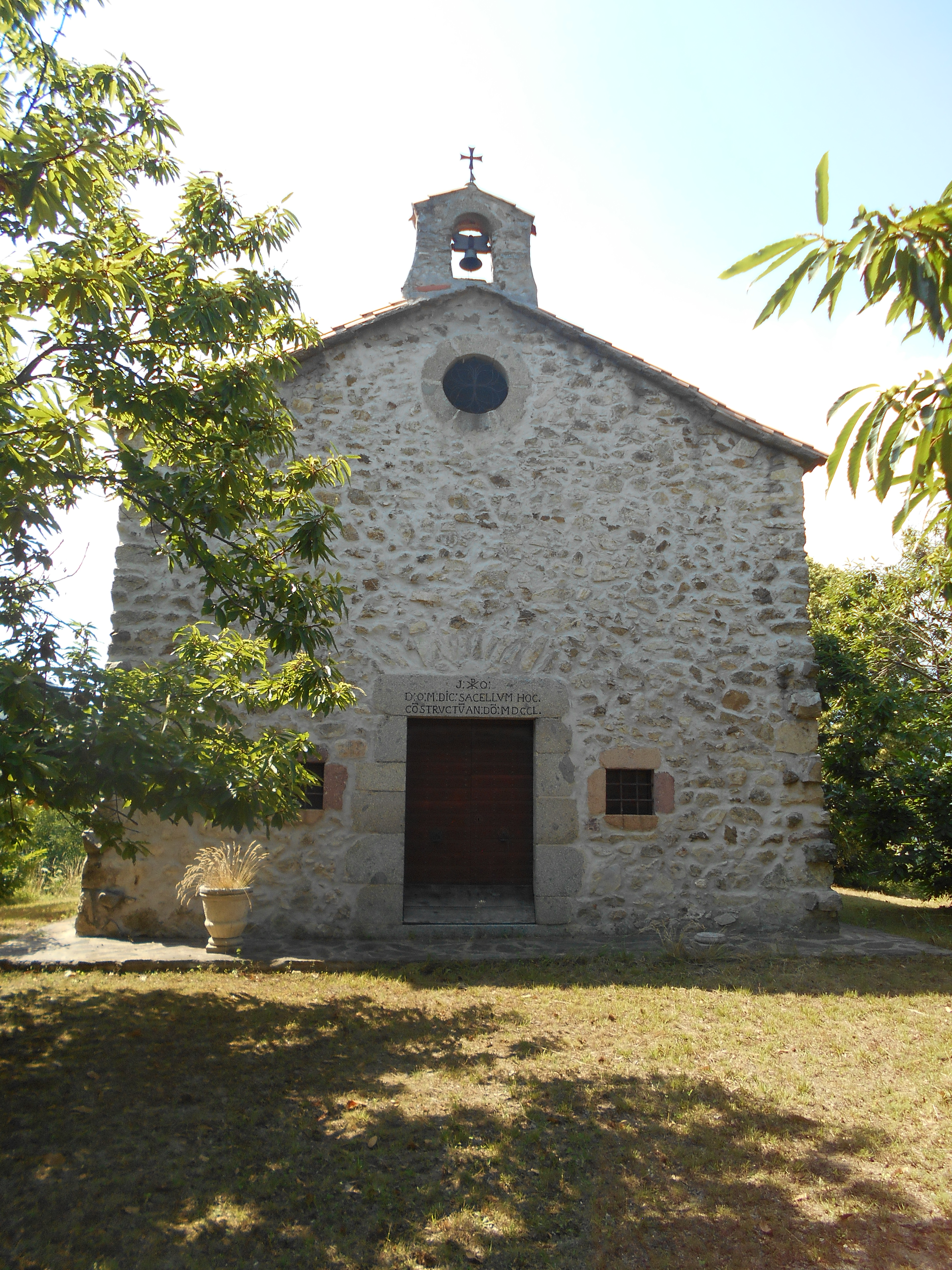
La chapelle Saint-Antoine-de-Padoue
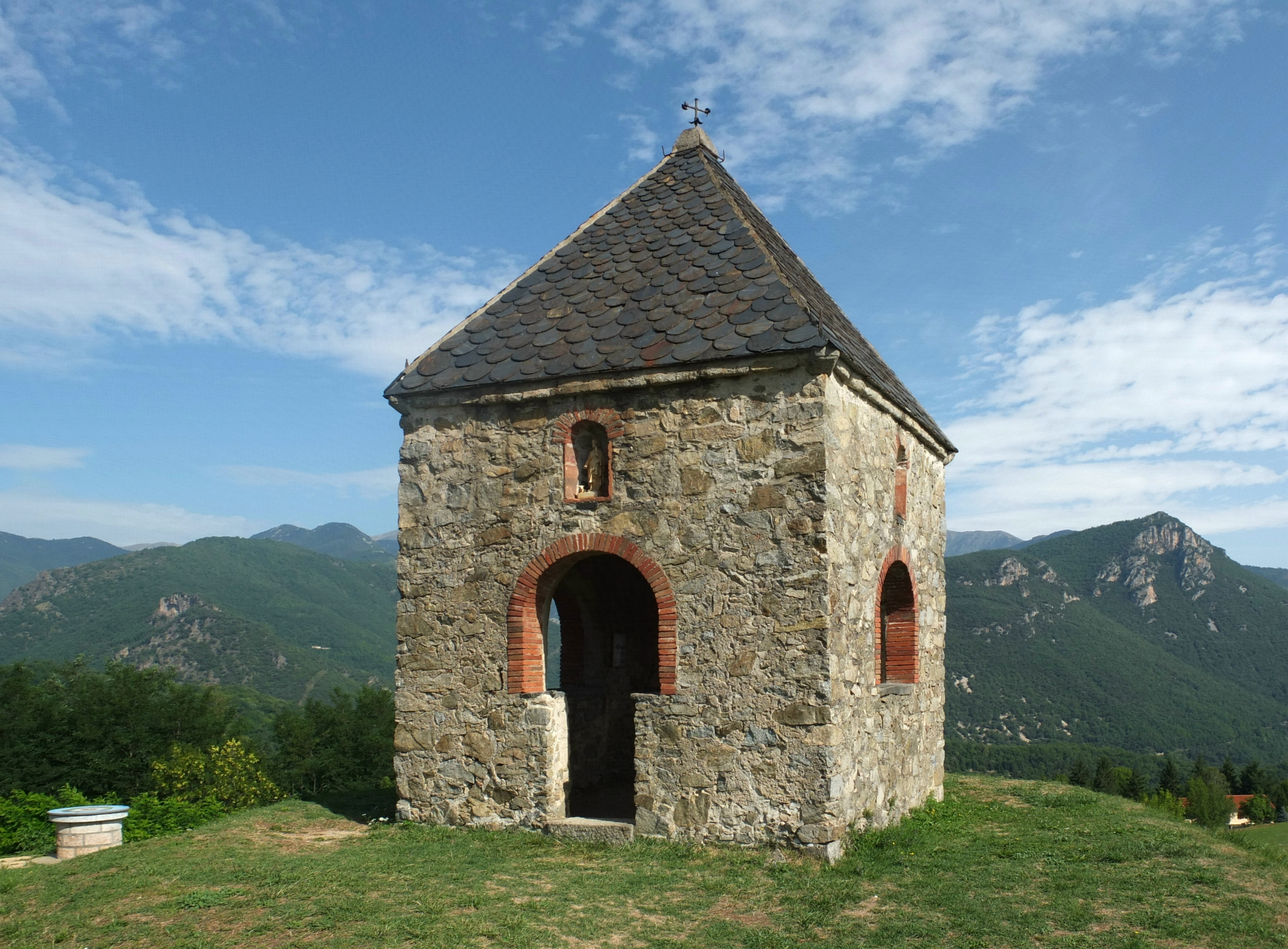
Le Conjurador
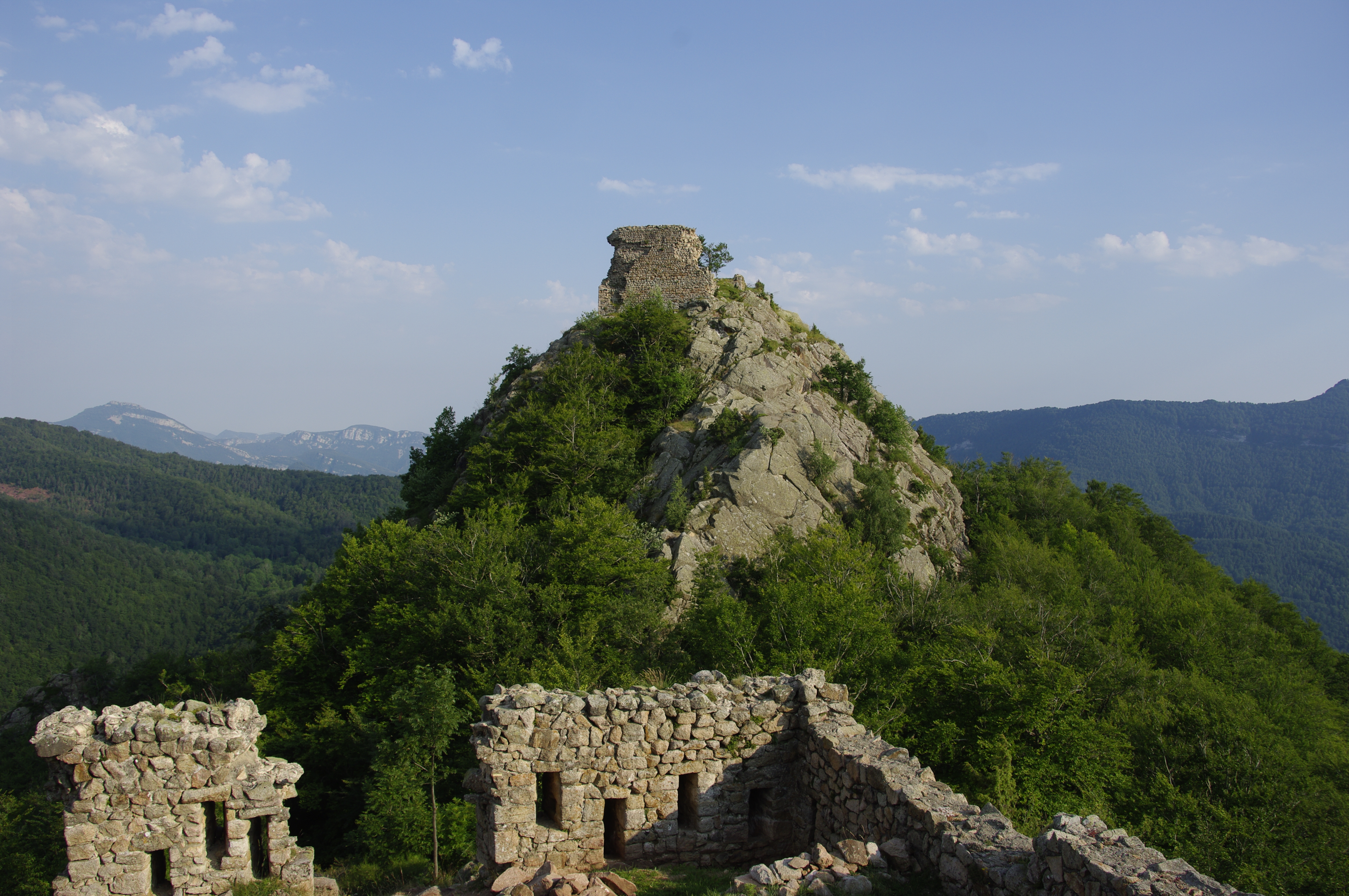
Une des tours de Cabrenç
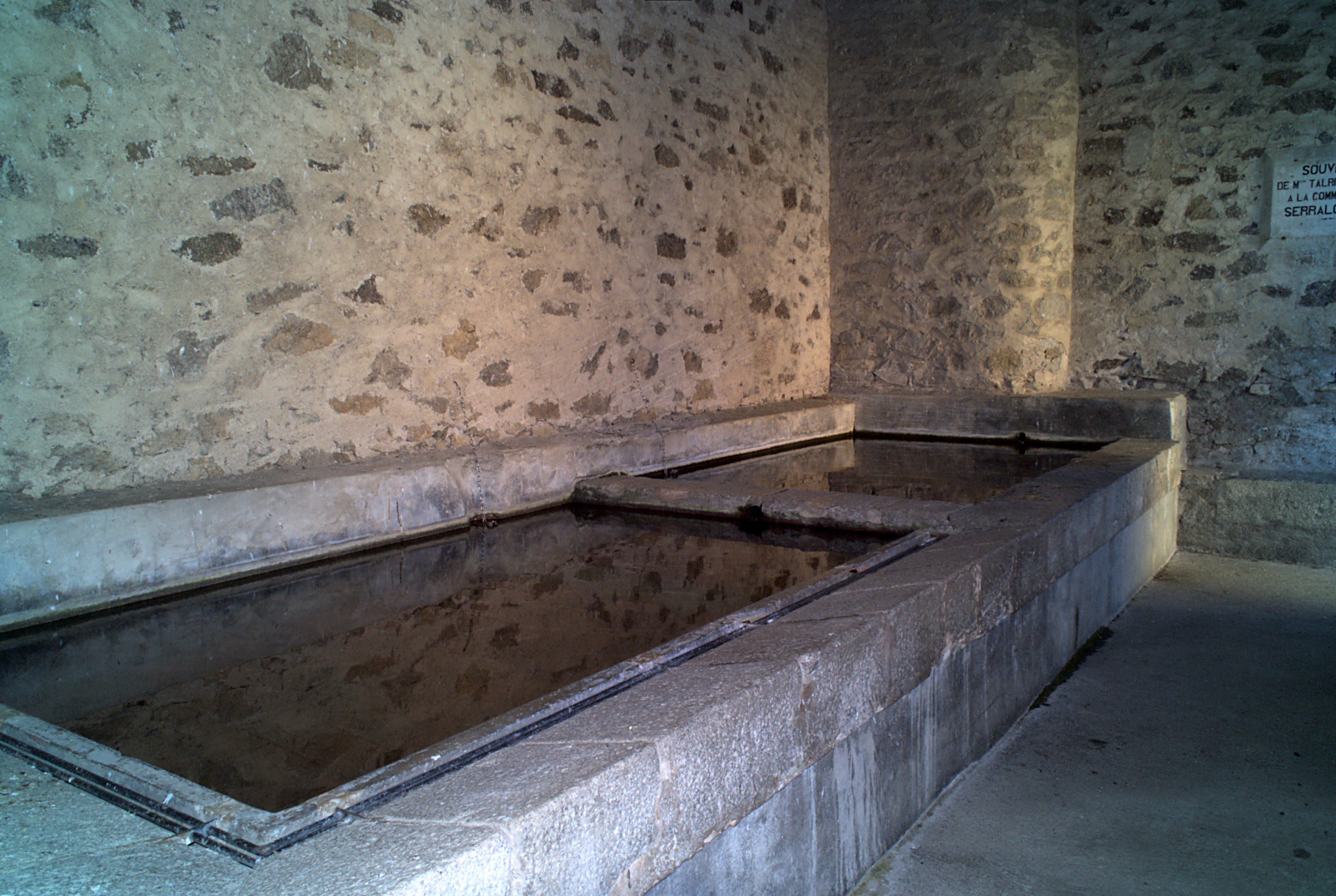
Le lavoir
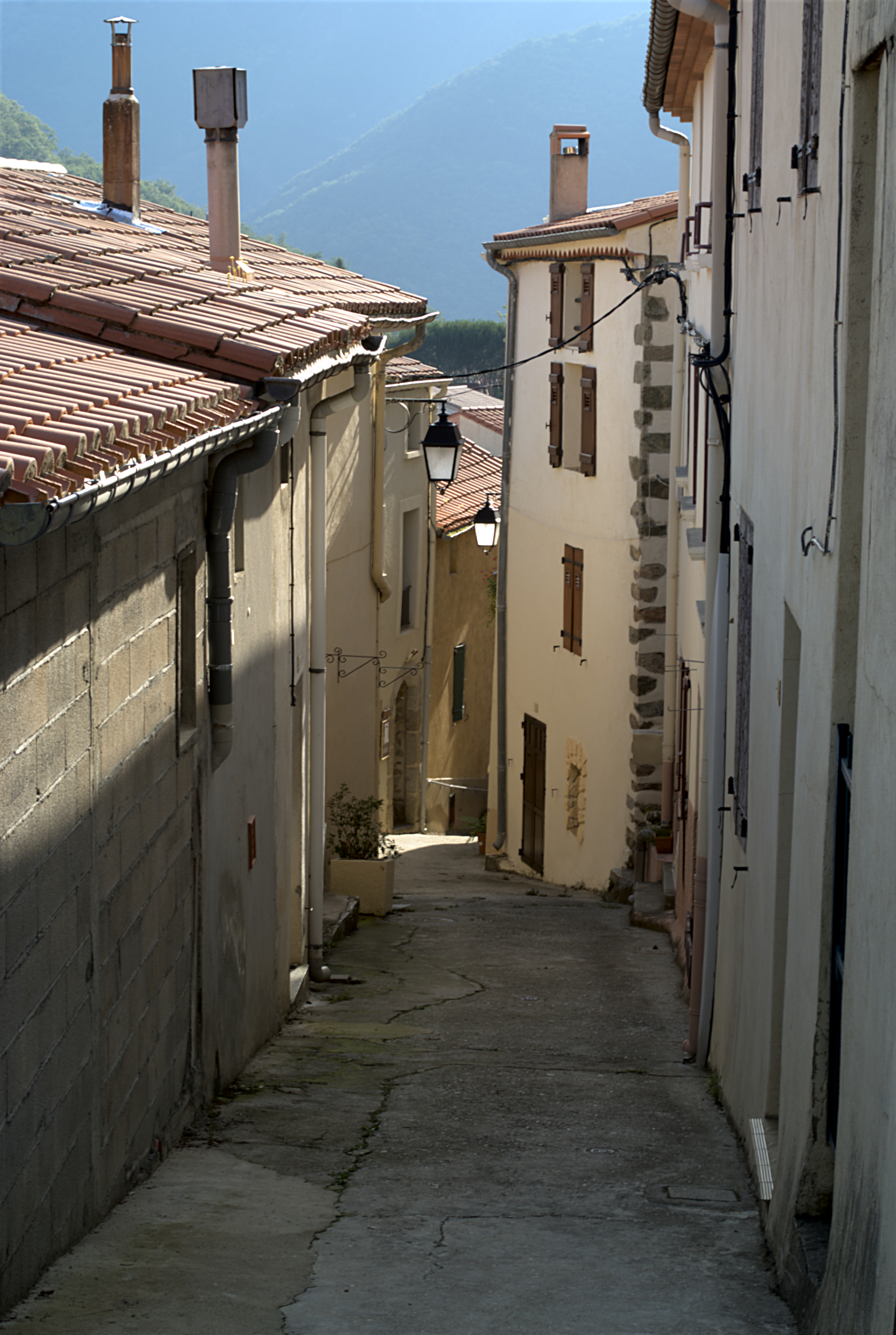
La Rue de l'Église

### Personnalités liées à la commune
- Pierre Talrich (1810-1889) : poète et dramaturge né à Serralongue ;
- Michel Maurette (1898-1973) : écrivain né à Serralongue.

### Héraldique
| Blason de Serralongue | Blason  | D'argent à la chèvre passante d'or, surmontée de trois tours mal ordonnées de gueules, ouvertes et ajourées du champ. |
| Blason de Serralongue | Détails | Le statut officiel du blason reste à déterminer.                                                                      |